# 4437 Yaroshenko
4437 Yaroshenko (1983 GA2) là một tiểu hành tinh vành đai chính được phát hiện ngày 10 tháng 4 năm 1983 bởi L. I. Chernykh ở Nauchnyj.